# Idioma q'anjob'al
El idioma q'anjob'al (AFI [qʼaŋχoˈɓal], también conocido como k'anjob'al) es una lengua mayense de la rama occidental-q'anjob'al hablada por la población de la etnia q'anjob'al asentada históricamente en el sur de México principalmente en los estados de Chiapas, Campeche, Quintana Roo y también en el altiplano occidental de Guatemala.
Forma parte de la rama q'anjob'al de las lenguas mayenses que incluye también los idiomas chuj, acateco, jakalteco y tojol-ab'al. Los idiomas q'anjob'alenses son considerados como los más conservadores de las lenguas mayenses, aunque existen también innovaciones interesantes.

## Ubicación geográfica
El idioma q'anjob'al se distribuye por el sur de México, principalmente en el estado de Chiapas, donde es hablado en un gran número de comunidades ubicadas en los municipios de Catazajá, Maravilla Tenejapa, Amatenango de la Frontera, Bella Vista, La Independencia, Las Margaritas, La Trinitaria y Frontera Comalapa. Se habla también en el estado de Campeche en las localidades de La Libertad, Los Laureles y Quetzal Edzná del municipio de Campeche, en Maya Tecún I, Maya Tecún II, Gumarcaaj y Santo Domingo Kesté del municipio de Champotón, mientras que en el estado de Quintana Roo se habla en las localidades de Maya Balam, Kuchumatán y San Isidro la Laguna del municipio de Bacalar.
La comunidad lingüística q'anjob'al guatemalteca tenía unos 77 800 hablantes según estimaciones de SIL en 1998, concentrados en tres municipios del departamento de Huehuetenango: Santa Eulalia (Jolom Konob’), San Juan Ixcoy (Yich K’ox), San Pedro Soloma (Tz’uluma’) y Santa Cruz Barillas (Yal Motx).

## Características
Tiene 31 grafemas: 
Se usa las letras del alfabeto español más un número de letras compuestas con el signo ’ que significa "un stop glotal", un sonido creado en la garganta (k', q', t', ch', tx', tz').
 
La letra b se escribe como b' para diferenciarla de la b española que es más suave.

La letra xh se pronuncia como una ch suave. La letra x es parecida, pero un poco más fuerte. 
Vocabulario
- Ja - sí
- Maj - no
- Yuj wal dios - ¡gracias!
- Jilkob'a - ¡nos vemos!
- Watx' - bueno/bien
- B'aytal ay - ¿dónde está…?
- Ton - ¡vamos!
- Ay mi - ¿Hay..?
- Watx' mi a k'ul - ¿cómo estás?